# Ilona Müllerová
Ilona Müllerová (* 30. ledna 1954 Brno) je česká fyzička zabývající se zejména elektronovou mikroskopií. V letech 2012–2021 byla ředitelkou Ústavu přístrojové techniky AV ČR. Je členkou akademické rady a místopředsedkyní Akademie věd České republiky.

## Život a dílo
Je absolventkou Elektrotechnické fakulty Vysokého učení technického v Brně, kde studovala v letech 1976–1981. Na ČVUT v Praze pak v roce 1990 získala vědeckou hodnost CSc. v oboru Elektrotechnika a vakuová technika, a po obhájení doktorské disertační práce z oblasti rastrovací mikroskopie získala i hodnost DrSc. (2001). Absolvovala několik zahraničních stáží, zejména více než jednoleté pobyty na univerzitách v Tojamě (Japonsko) a v Yorku (Velká Británie).
Zabývá se zejména rastrovací elektronovou mikroskopií s pomalými a velmi pomalými elektrony a problematikou návrhu elektronově optických systémů.
Dlouhodobě působí v Ústavu přístrojové techniky AV ČR. V letech 1993–2012 zde vedla skupinu mikroskopie pomalými elektrony, v letech 1999–2012 vedla oddělení elektronové optiky a od roku 2012 do března 2021 byla ředitelkou ústavu.
Od ledna 2020 je členkou Rady pro výzkum, vývoj a inovace.
Je autorkou více než stovky odborných publikací.

### Ocenění
- v roce 2012 získala cenu Československé mikroskopické společnosti za celoživotní přínos pro mikroskopii
- v roce 2013 získala za svůj metodologický výzkum v oblasti elektronové mikroskopie cenu za invenci v rámci ocenění Česká hlava[7][8]

- v roce 2020 obdržela za svůj přínos v oblasti elektrotechniky cenu Milady Paulové[9]